# يو إف سي على فيول تي في: غوستافسون ضد سيلفا
يو إف سي على فيول تي في: غوستافسون ضد سيلفا (بالإنجليزية: UFC on Fuel TV: Gustafsson vs. Silva)‏ هو حدث لفنون القتال المختلطة نظمته يو إف سي، أُقيم في 14 أبريل 2012، على إريكسون غلوب أرينا في ستوكهولم، السويد.